# Tour AWA
La tour AWA (en anglais : AWA Tower) est un gratte-ciel construit dans les années 1940 pour Amalgamated Wireless (Australasia) (AWA), la plus importante compagnie d'électronique en Australie, au sein du quartier d'affaires de Sydney, dans l'État de Nouvelle-Galles du Sud.
L'édifice consiste en un immeuble de bureaux de quinze étages et d'une hauteur de 55 mètres, surmonté d'un émetteur radio de 46 mètres construit dans le style de la tour Eiffel. Il est situé au 45-47 York Street, à proximité de Wynyard Park et de la station Wynyard du métro de Sydney.

## Histoire
La tour a été dessinée par les architectes Morrow et Gordon entre 1937 et 1939, et devint l'un des bâtiments commerciaux les plus célèbres de Sydney, apportant géométrisme de l'Art déco et modernisme au panorama urbain de la ville.
La tour de communications fait partie intégrante de l'ensemble, qui est resté la plus haute structure de la ville jusque dans les années 1960.
En juin 1989, une campagne publicitaire vantant les espaces de bureaux proposés dans la tour emploie l'image de King Kong, pour la comparer à l'Empire State Building, où se tient la scène finale du film de 1933.
La tour apparaît en 1999 dans le film de science-fiction américain Matrix : lorsque Néo et Trinity sauvent Morpheus des agents, on peut l'apercevoir en contrebas alors qu'ils s'échappent en hélicoptère.